# هتون
latitudeهتونlongitudeهتون
هتون (به انگلیسی: Hetton) یک روستا در بریتانیا است که در انگلستان واقع شده‌است.

## خصوصیات
هتون ۱۳۰ نفر جمعیت دارد.